# Hylomyscus stella
Hylomyscus stella — вид гризунів родини мишевих (Muridae). Він зустрічається в таких країнах: Бурунді, Камерун, Центральноафриканська Республіка, Республіка Конго, Демократична Республіка Конго, Екваторіальна Гвінея, Габон, Кенія, Нігерія, Руанда, Південний Судан, Танзанія та Уганда. Його природні місця існування — субтропічні або тропічні вологі рівнинні ліси та субтропічні або тропічні вологі гірські ліси.

## Морфологічна характеристика
Це дрібний гризун з довжиною голови й тулуба від 85 до 104 мм, довжиною хвоста від 111 до 150 мм, довжиною лапи від 17 до 20 мм, довжиною вух від 14 до 20 мм і вагою до 24 грамів. Шерсть м'яка. Верхня частина яскраво-жовто-коричнева, а черевна частина білувата або сріблясто-сіра. Лінія поділу на боках чітка. Вуха великі, круглі, світлого кольору. Ноги білуваті. Хвіст значно довший за голову й тулуб, вкритий невеликою кількістю шерсті.

## Поведінка
Це деревний і нічний вид.